# Велибор Крсмановић
Велибор Крсмановић (Прешево, 8. новембар 1932) је српски молекуларни биолог и академик, инострани члан састава Српске академије наука и уметности од 27. октобра 1994.

## Биографија
Завршио је докторат физичких наука и биохемије на Универзитету у Лилу. Радио је као професор генетике на Универзитету у Лиону и као директор истраживања Националног центра за научна истраживања. Истражује биохемију и молекуларну биологију. Инострани је члан Одељења природно-математичких наука од 27. октобра 1994. године и члан је Одељења хемијских и биолошких наука од оснивања Одељења Српске академије наука и уметности.